# エリック・コク
エリック・コク（Erik Koch、1988年10月4日 - ）は、アメリカ合衆国の男性総合格闘家。アイオワ州シーダーラピッズ出身。ルーファスポーツ所属。

## 来歴
4歳の頃にテコンドーを始め、10歳頃に黒帯を取得。14歳の頃には総合格闘技に興味を持っていた。総合格闘家となるためにワシントン高校を中退した。
2007年、プロ総合格闘技デビュー。

### WEC
2009年12月19日、WEC初出場となったWEC 45でジャミール・"ザ・サージェント"・マスーと対戦し、判定勝ち。
2010年3月6日、WEC 47でチャド・メンデスと対戦し、判定負け。キャリア10戦目で初黒星を喫した。

### UFC
2011年3月19日、UFC初出場となったUFC 128でハファエル・アスンソンと対戦し、KO勝ち。ノックアウト・オブ・ザ・ナイトを受賞した。
2012年7月21日のUFC 149でUFC世界フェザー級王者ジョゼ・アルドに挑戦予定だったが、アルドの怪我で延期になった。2012年10月13日のUFC 153でアルドに挑戦予定だったが今度はコクが怪我で欠場し中止された。
2013年1月26日、約1年4か月ぶりの試合となったUFC on FOX 6でリカルド・ラマスと対戦し、グラウンドの肘打ちでTKO負け。
2013年8月31日、UFC 164でフェザー級ランキング7位のダスティン・ポイエーと対戦し、0-3の判定負け。
2014年2月22日、ライト級転向初戦となったUFC 170でハファエロ・オリヴェイラと対戦し、1RTKO勝ち。
2019年7月27日、ウェルター級転向初戦となったUFC 240でカイル・スチュワートと対戦し、3-0の判定勝ち。
2020年12月23日、UFCからリリースされた。
2021年6月16日、米国アンチドーピング機関（USADA）が2020年10月3日に収集したコクの尿サンプルからスタノゾロールの代謝物質である3'-ヒドロキシスタノゾロールの陽性反応が出たため、USADAは特殊な状況に基づく全面協力（FCC、アスリートがパフォーマンスを向上させる意図はなく、すべての合理的な問い合わせおよび情報要求に対して完全かつ迅速かつ真実の回答と情報を提供したことを証明した場合）に基づき、コクに2年間の制裁から6カ月短縮し18カ月間の出場停止処分を科した。

## 戦績
| 総合格闘技 戦績 | 総合格闘技 戦績 | 総合格闘技 戦績 | 総合格闘技 戦績 | 総合格闘技 戦績 | 総合格闘技 戦績 | 総合格闘技 戦績 |
| --------------- | --------------- | --------------- | --------------- | --------------- | --------------- | --------------- |
| 22 試合         | (T)KO           | 一本            | 判定            | その他          | 引き分け        | 無効試合        |
| 16 勝           | 4               | 8               | 4               | 0               | 0               | 0               |
| 6 敗            | 2               | 0               | 4               | 0               | 0               | 0               |

| 勝敗 | 対戦相手                               | 試合結果                             | 大会名                                                             | 開催年月日     |
| ○    | カイル・スチュワート                   | 5分3R終了 判定3-0                    | UFC 240: Holloway vs. Edgar                                        | 2019年7月27日  |
| ×    | ボビー・グリーン                       | 5分3R終了 判定0-3                    | UFC on FOX 27: Jacare vs. Brunson 2                                | 2018年1月27日  |
| ×    | クレイ・グイダ                         | 5分3R終了 判定0-3                    | UFC Fight Night: Chiesa vs. Lee                                    | 2017年6月25日  |
| ○    | シェーン・キャンベル                   | 2R 3:02 リアネイキドチョーク         | UFC Fight Night: Almeida vs. Garbrandt                             | 2016年5月29日  |
| ×    | ダロン・クルックシャンク               | 1R 3:21 TKO（左ハイキック→パウンド） | UFC Fight Night: Brown vs. Silva                                   | 2014年5月10日  |
| ○    | ハファエロ・オリヴェイラ               | 1R 1:24 TKO（左ストレート→パウンド） | UFC 170: Rousey vs. McMann                                         | 2014年2月22日  |
| ×    | ダスティン・ポイエー                   | 5分3R終了 判定0-3                    | UFC 164: Henderson vs. Pettis                                      | 2013年8月31日  |
| ×    | リカルド・ラマス                       | 2R 2:32 TKO（グラウンドの肘打ち）    | UFC on FOX 6: Johnson vs. Dodson                                   | 2013年1月26日  |
| ○    | ジョナサン・ブルッキンズ               | 5分3R終了 判定3-0                    | UFC Fight Night: Shields vs. Ellenberger                           | 2011年9月17日  |
| ○    | ハファエル・アスンソン                 | 1R 2:32 KO（右フック）               | UFC 128: Shogun vs. Jones                                          | 2011年3月19日  |
| ○    | フランシスコ・リベラ                   | 1R 1:36 TKO（左ハイキック→パウンド） | WEC 52: Faber vs. Mizugaki                                         | 2010年11月11日 |
| ○    | ベンディ・カシミール                   | 1R 3:01 三角絞め                     | WEC 49: Varner vs. Shalorus                                        | 2010年6月20日  |
| ×    | チャド・メンデス                       | 5分3R終了 判定0-3                    | WEC 47: Bowles vs. Cruz                                            | 2010年3月6日   |
| ○    | ジャミール・"ザ・サージェント"・マスー | 5分3R終了 判定3-0                    | WEC 45: Cerrone vs. Ratcliff                                       | 2009年12月19日 |
| ○    | トム・アーレンス                       | 2R 3:13 リアネイキドチョーク         | MCC 20: Last Man Standing 【フェザー級トーナメント 決勝】          | 2009年4月17日  |
| ○    | ウィル・シャット                       | 2R 3:33 リアネイキドチョーク         | MCC 20: Last Man Standing 【フェザー級トーナメント 1回戦】         | 2009年4月17日  |
| ○    | ジョー・ピアソン                       | 1R 3:00 三角絞め                     | Mainstream MMA 9: New Era 【Mainstream MMAライト級タイトルマッチ】 | 2008年4月5日   |
| ○    | エリック・ワイズリー                   | 5分3R終了 判定3-0                    | Mainstream MMA 7: Vengeance                                        | 2007年10月20日 |
| ○    | TJ・オブライエン                       | 1R 0:42 腕ひしぎ十字固め             | Mainstream MMA 6: Evolution                                        | 2007年7月14日  |
| ○    | タイラー・コームズ                     | 1R 2:37 TKO（パンチ連打）            | XFO 17                                                             | 2007年6月2日   |
| ○    | ミカ・ワシントン                       | 1R 腕ひしぎ十字固め                  | Mainstream MMA 5: Heavy Duty                                       | 2007年2月10日  |
| ○    | プレンティス・ウルフ                   | 1R 2:30 リアネイキドチョーク         | Mainstream MMA 4: Epic                                             | 2007年1月6日   |

## 獲得タイトル
- Mainstream MMAライト級王座（2008年）
- MCC 20フェザー級トーナメント 優勝（2009年）

## 表彰
- UFC ノックアウト・オブ・ザ・ナイト（1回）
- WEC ノックアウト・オブ・ザ・ナイト（1回）